# Septembre ardent
Septembre ardent (titre original : Dry September) est une courte nouvelle du romancier américain William Faulkner, parue en 1931.
Il s'agit du récit d'un lynchage.

## Historique
Septembre ardent est initialement parue en 1931 dans le Scribner's Magazine, avant d'être reprise en volume la même année dans le recueil Treize histoires (These Thirteen).

## Résumé
Dans le salon de coiffure d'Hawkshaw, une rumeur se répand comme une traînée de poudre à propos de Will Mayes, un « nègre », soupçonné d’avoir attaqué, insulté, terrorisé, Miss Cooper, une bourgeoise blanche dont la beauté a été autrefois ravageuse, mais qui est restée célibataire à la suite d'une liaison adultère.  Le regret de sa jeunesse et l’indifférence des hommes l'ont rendue aigrie : aussi a-t-elle inventé de toutes pièces cette histoire d'agression pour se donner de l'importance et du crédit auprès de ceux qui la regardent de haut.
Dans le salon, l'excitation est à son comble. Le coiffeur, qui se pose en objecteur de conscience, tente en vain de les retenir, de s’opposer à l'idée qui germe de faire justice, à la volonté d'organiser un lynchage. Il suit ses clients quand ils se mettent en marche sous le « commandement » d'un ancien militaire. Will Mayes est bientôt trouvé. Tout en protestant de son innocence, Il se laisse menotter et jeter dans une voiture. 
Pendant ce temps, Miss Cooper reçoit le soutien de ses amies. Alors qu'elle se rend avec elles au cinéma, elle est soudain secouée par une irrépressible crise de fou rire.

## Éditions françaises
- Septembre ardent, traduit de l'anglais par Maurice-Edgar Coindreau, dans La Nouvelle Revue française, no 220, janvier 1932
- Septembre ardent, traduit de l'anglais par Maurice-Edgar Coindreau, dans Treize histoires, Paris, Gallimard, « Du monde entier », 1939
- Septembre ardent, traduit de l'anglais par Maurice-Edgar Coindreau, révisée par Michel Gresset, Paris, Gallimard, « Folio bilingue » no 59, 1996 ; réédition, dans Une rose pour Emily et autres nouvelles, Paris Gallimard, « Folio 2 euros » no 3758, 2002

## Sources
- Robert W. Hamblin et Charles A. Peek. A William Faulkner Encyclopedia, New York, Greenwood, 1999.